# France 24
France 24 је француска телевизијска мрежа у државном власништву са седиштем у Паризу. Емитује се широм света, а доступна је на француском, енглеском, арапском и шпанском језику.